# Ellingsted
Ellingsted (dansk) eller Ellingstedt (tysk) er en landsby og kommune beliggende cirka 13 km sydvest for Slesvig by på kanten af Trenemarsken i Sydslesvig. Administrativt hører kommunen under Slesvig-Flensborg kreds i den tyske delstat Slesvig-Holsten. Kommunen samarbejder på administrativt plan med andre kommuner i omegnen i Arns Herred kommunefællesskab (Amt Arensharde). Til kommunen hører også Alkebrug (Alkebrüg), Boghoved (Bockhöft), Busholm, Ellingsted Bæk (Beek), Ellingstedmark (Ellingstedfeld), Ellingsted Nord, Morgenstjerne (Morgenstern), Rugsholm og Skellund (Schellund). I kirkelig henseende hører Ellingsted under Hollingsted Sogn. Sognet lå i Arns Herred (Gottorp Amt), da Slesvig var dansk indtil 1864.
Ellingsted er første gang nævnt 1554. Stednavnets første led er af mandsnavn Erling (Elling, Erlend), måske også sammensat af el og -ing, Byes navn beskriver altså måske en på en elleeng anlagte by. Landsbyens våbenskjold viser et elleblad i øverste og en ælling i våbens nederste felt. Begge symboler blev i 1900-tallet brugt som fortolkning af stednavnet.
Grænsen til nabokommunen Store Rejde i syd dannes gennem Rejde Å. Tæt ved byen strækker sig Dannevirkes hovedvold. Voldens afsnit ved Ellingsted kaldes for Margetevold.